# Zagorka
Zagorka je žensko osebno ime.

## Izvor imena
Ime Zagorka je slovanskega izvora in je nastalo iz besede zagórka v pomenu besede »prebivalka kraja za goro«.

## Različice imena
Gora, Gorana, Goranka, Gorica, Gorjana, Gorjanka, Gorka

## Pogostost imena
Po podatkih Statističnega urada Republike Slovenije je bilo na dan 31. decembra 2007 v Sloveniji število ženskih oseb z imenom Zagorka: 96.

## Osebni praznik
Koledarsko bi ime  Zagorka lahko uvrstili k imenu Goran; god praznuje 23. in 24. februarja.